# Älingasjön (Östra Frölunda socken, Västergötland)
Älingasjön är en sjö i Svenljunga kommun i Västergötland och ingår i Ätrans huvudavrinningsområde.